# Morti nell'862
| Questa pagina contiene informazioni ricavate automaticamente dalle voci biografiche con l'ausilio del template Bio e di un bot. L'aggiornamento è periodico e automatico e ricostruisce completamente la pagina. Se manca una persona in questa lista, sei pregato di non aggiungerla, ma accertati piuttosto che la sua voce biografica contenga il template Bio e che i dati anagrafici siano correttamente compilati. Se il template Bio manca, inseriscilo tu stesso o, in alternativa, metti l'avviso {{tmp\|Bio}} che ne segnala la mancanza. Se i dati riportati sono sbagliati, correggi direttamente la voce biografica; le modifiche saranno visibili in questa lista entro pochi giorni. Per chiarimenti vedi il progetto biografie. La lista contiene solo le 7 persone che sono citate nell'enciclopedia e per le quali è stato implementato correttamente il template Bio. Pagina aggiornata al 27 gen 2025. |

- 13 aprile - Donald I di Scozia, re scozzese (n. 812)
- 7 giugno - Al-Muntasir, califfo (n. 837)
- 2 luglio - Svitino di Winchester, vescovo e santo inglese
- Bugha il Vecchio, generale turco (n. 770)
- Musa II
- Tabomuizli, sovrano obodrita (n. 817)
- Tahir ibn 'Abd Allah, funzionario persiano